# Battaglia di Pamplona
La battaglia di Pamplona venne combattuta il 20 maggio 1521 fra l'esercito spagnolo e quello del Regno di Navarra sostenuto dalla Francia, dopo la conquista della Navarra realizzata dagli spagnoli nel 1512. Consistette in una rivolta della popolazione di Navarra seguita da un rapido assalto al castello di Pamplona e si concluse con poche vittime.

## Storia
Enrico II ottenne il sostegno di Francesco I per recuperare il Regno di Navarra approfittando della apparente debolezza della Corona di Castiglia impegnato nella rivolta dei comuneros Ma la campagna iniziò tardi, quando i comuneros erano stati già neutralizzati nel maggio 1521. Si verificò una sollevazione generale in tutta la Navarra, compresa la città di Pamplona, che si era preparata dall'interno. Allo stesso tempo, le truppe del generale André de Foix costituite da 12 000 fanti, per lo più guasconi, e da artiglieria pesante, si arrese il 15 maggio a San-Juan-Pie-de-Port e poi a Roncisvalle e Burguete.
La popolazione di Pamplona si sollevò e Antonio Manrique de Lara, duca di Nájera e viceré di Navarra, lasciò Pamplona per Alfaro il 17, aggredito sulla strada e saccheggiato. I pochi soldati castigliani rimasti si rinchiusero nella fortezza di Pamplona. Tra di loro c'era il capitano Ignazio di Loyola che venne ferito alle gambe nel corso del bombardamento condotto per sei ore per prendere la città. Tra gli aggressori vi erano i due fratelli di Francisco Javier, Michael e Juan, che rimasero alla guida della città.
La riconquista del regno non era stata molto sanguinosa. Si verificarono scontri con 1 000 uomini sul monte Zengarrén, dove vi furono circa 17 morti e altri quattro morirono a Yesa tagliando la strada alle truppe in fuga, oltre ai feriti della forza di Pamplona. Episodi successivi si verificarono con la popolazione beaumontese.
La rapida reazione dell'esercito spagnolo, capace di reclutare un esercito di 30 000 uomini bene armati, tra cui molti dei comuneros sconfitti nella guerra civile, e gli errori del generale de Foix che si recò con il grosso delle truppe all'assedio di Logroño senza aver prima riconquistato il regno, portarono alla battaglia di Noáin nella quale si verificò la sconfitta di Navarra e Guascogna e quindi la perdita dell'indipendenza della Navarra.